# Orašac (Šabac)
Pour les articles homonymes, voir Orašac.
Orašac (en serbe cyrillique : Орашац) est un village de Serbie situé sur le territoire de la ville de Šabac, district de Mačva. Au recensement de 2011, il comptait 407 habitants.

## Démographie
| 1948 | 1953 | 1961 | 1971 | 1981 | 1991 | 2002 | 2011 |
| ---- | ---- | ---- | ---- | ---- | ---- | ---- | ---- |
| 532  | 528  | 488  | 471  | 454  | 416  | 404  | 407  |

|  |